# Jack Haley (basketspelare)
Jack Kevin Haley, född 27 januari 1964 i Long Beach i Kalifornien, död 16 mars 2015 i Los Alamitos i Kalifornien, var en amerikansk professionell basketspelare (PF/C) som  tillbringade nio säsonger (1988–1998) i den nordamerikanska basketligan National Basketball Association (NBA), där han spelade för Chicago Bulls, New Jersey Nets, Los Angeles Lakers och San Antonio Spurs. Under sin karriär gjorde han 1 180 poäng (3,5 poäng per match); 82 assists samt 922 rebounds, räddningar från att bollen ska hamna i nätkorgen, på 341 grundspelsmatcher. Haley spelade också som proffs i Grekland, Spanien och på lägre nivå i USA.
Han draftades av Chicago Bulls 
i fjärde rundan i 1987 års draft som 79:e spelare totalt. Haley var med och vinna deras fjärde NBA-mästerskap (1995–1996) på 1990-talet.
Innan Haley blev proffs, studerade han vid University of California, Los Angeles och spelade basket för deras idrottsförening UCLA Bruins.
Efter den aktiva spelarkarriären var han bland annat assisterande tränare för New Jersey Nets och programledare för lokala TV-sändningar för Los Angeles Lakers. Han har även haft mindre skådespelarroller i Whoopi Goldbergs film Eddie – en värsting till coach, Martin Lawrences film Rebound samt i musikvideon för Aerosmiths sång Love in an Elevator.
Den 16 mars 2015 avled Haley av hjärtrelaterad sjukdom vid 51 års ålder.